# Emanuel Franz Anton Eugen von Chaumontet
Emanuel Franz Anton Eugen von Chaumontet (* Januar 1727 in Chaumont-Arrecy in Savoyen; † 18. März 1788 in Bunzlau) war königlich-preußischer Generalmajor und Brigadier der leichten Truppen.

## Leben

### Militärlaufbahn
Er stand 1745 in königlich sardischen Diensten. 1751 nahm er seinen Abschied und wechselte in preußische Dienste, wo er à la suite zum König kam. Am 3. August 1758 wurde er als Hauptmann in das Freibataillon Lüderitz versetzt. Nach dem Krieg wurde er am 9. Juli 1765 Major im Gefolge des Königs. Am 12. April 1773 wurde er in das neu errichtete Infanterie-Regiment Nr. 51 versetzt. Dort wurde er am 23. Mai 1773 zum Oberstleutnant, am 24. September 1776 zum Oberst befördert. Am 14. April 1784 wurde er Kommandeur des Infanterie-Regiments Nr. 51 ernannt und am 24. September 1784 erfolgte die Beförderung zum Generalmajor und in die Suite nach Potsdam mit 1500 Talern Pension. Am 21. Juli 1786 erhält er die Genehmigung, ein Freiregiment in Löwenberg und Bunzlau zu bilden.
Bereits am 24. August 1786 trat das Regiment zur Inspektion durch den Generalleutnant Heinrich Wilhelm von Anhalt an und am 1. September 1786 sammelten sich die Offiziere in Löwenberg. Am 1. Juni 1787 wurde er Brigadier der leichten Truppen der in Schlesien stehen Füsilierbataillone, dafür erhielt er 3000 Taler Gehalt. Er starb am 18. März 1788 in Bunzlau.

### Familie
Der General war nicht verheiratet, hatte aber mehrere Kinder. Nach dem Tod des Generals bewilligte der König am 16. April 1788 für die Mutter und die Kinder eine jährliche Pension von 400 Talern. Das Geld dafür musste der Generalmajor Karl Philipp von Pollitz bereitstellen, der vom König auch zum Obervormund ernannt wurde.